# Decollatura
Decollatura là một đô thị thuộc tỉnh Catanzaro trong vùng Calabria của nước Ý. Đô thị này có diện tích 50,35 km2, dân số là 3489 người. 
Đây là nơi sinh nhà thơ Ý Michele Pane (1876-1953)

## Kết nghĩa
- Danbury, Connecticut, Hoa Kỳ

## Tham khảo

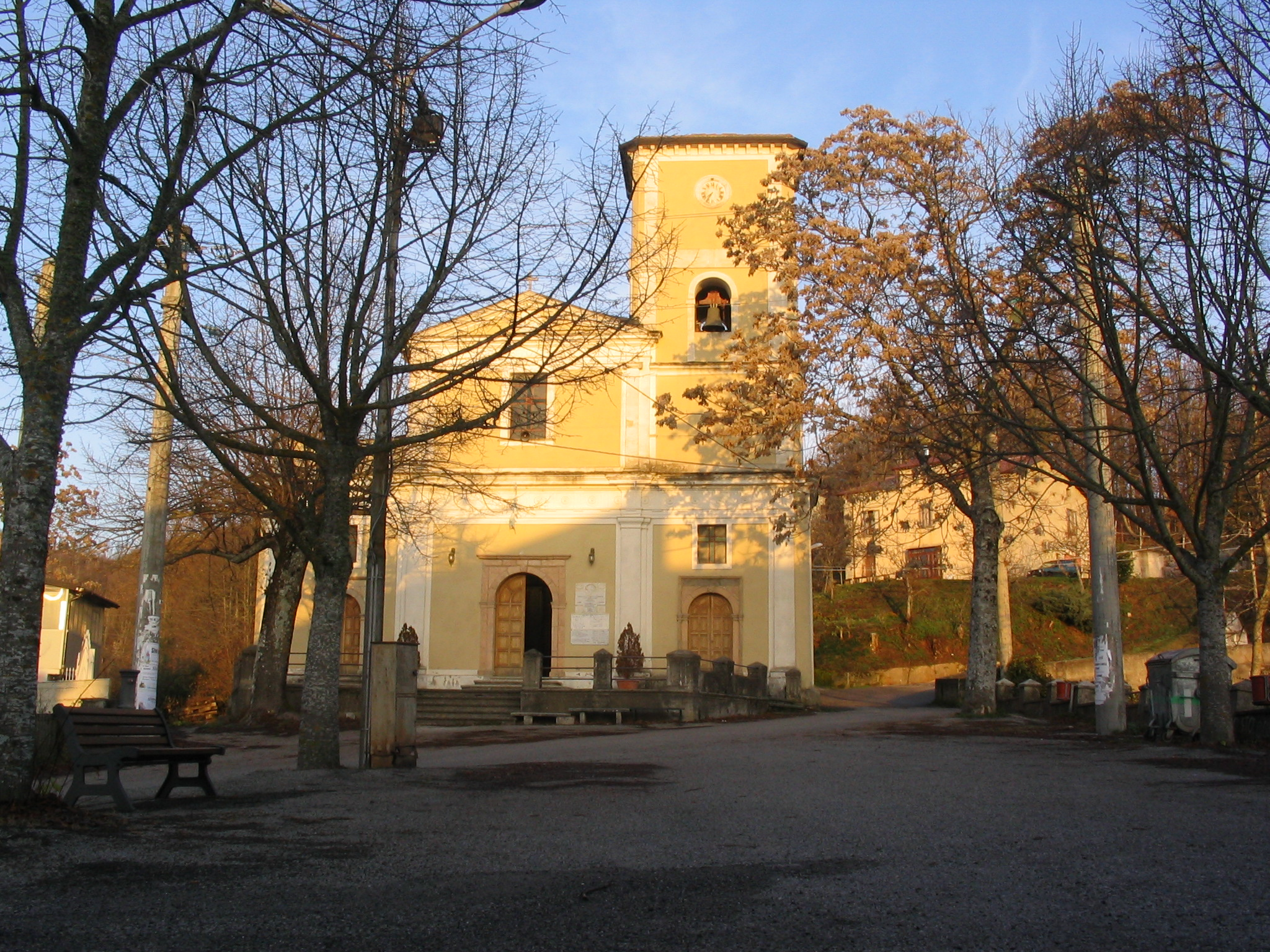
Adami of Decollatura, Church